# Porträt Edmund Emundts
Das Porträt Edmund Emundts, erstellt um 1845 von dem Aachener Gesellschaftsmaler Heinrich Franz Carl Billotte, stellt Edmund Emundts dar, den Aachener Oberbürgermeister der Jahre 1832 bis 1848.

## Bilddaten
Das Bild ist ein Ölgemälde auf Leinwand im Format H 101,5 × B 83,5 cm. Der Biedermeierrahmen mit flachem Neorokoko-Dekor weist in den Ecken herzförmige Verzierungen auf. Es ist ein Keilrahmen mit Querholz-Verstärkung. Das Gemälde zeigt sichtbare Restaurierungsspuren, diverse Retuschen und einen ausgebesserten winkelförmigen Schnitt auf der rechten Seite in Halshöhe. Auf der Rückwand befindet sich ein Leinwandflicken in Höhe der Halsbinde. Eine starke Beschädigung ist in Höhe der Milz vorhanden.  Seine Standort-Geschichte lautet: Historisches Museum – Museum – Haus Löwenstein Sitzungssaal (Presseamt) – 2010: SLM-Magazin des Suermondt-Ludwig-Museums (NGL 813).
Das Bild hat offenbar eine wenig schonende Restaurierung erfahren, so entspricht das Inkarnat nicht mehr dem vom Künstler üblicherweise gewählten Farbton, vom ursprünglichen Inkarnat sind keine Spuren mehr zu erkennen.

## Bildbeschreibung
Das Halbfigurporträt gibt den Aachener Oberbürgermeister Edmund Emundts im Viertelprofil wieder. Vor einem dunklen Hintergrund blickt er den Zuschauer distinguiert an. Eine breite schwere Nase, breite Lippen, starke Augenbrauen und Koteletten, seine linke Wangenpartie im Schatten, hoch gestylte Frisur – dies sind die markanten Gesichtszüge Edmund Emundts, dessen schwachen Tonus die herabgesunkenen Lidränder bezeugen. Konträr dazu hat Billotte seine starke Stirnfalte angedeutet. Im Gegensatz zu seinen anderen Porträts ist dieses Inkarnat sehr hell aufgefasst, wirkt untypisch für Billotte und scheint auf einen Eingriff unsachgemäßer Restaurierung zurückzuführen sein.
Die dunkel gehaltene untere Gesichtspartie deutet einen starken Bartwuchs an. Seine Rechte im für Billottes Porträts typischen Napoleon-Gestus, hat er die Linke auf eine Holzbrüstung gelegt, die gleich einer Barriere in den unteren Bildrand diagonal hineinragt. Dieses Parapetto setzt Billotte nicht nur als künstlerisches Mittel zur Erzeugung von Tiefenwirkung ein, sondern attributiv als Hinweis auf Emundts Tätigkeit am Gericht. 
Auf der linken Brustseite trägt Emundts an einem kurzen Band mit seitlichen Streifen seinen Roten Adlerorden III. Klasse. Dessen Punzierung befindet sich an der Schmalseite des unteren Kreuzarmes. Das Tatzenkreuz in weißer Emailleausführung ist mit einem roten Adler in der Mitte versehen. Jeder Kreuzarm ist pastos weiß gehöht. Silber gefasste matte Diamantknöpfe zieren sein Oberhemd.
Zum Frack trägt er eine Weste aus Atlasseide passend zur Halsbinde. Die schwarze schmale Kette, die über sein helles Oberhemd verläuft, könnte zu einem Monokel gehören. Der Frackärmel reicht weit über seinen Handrücken.
Billottes Napoleongestus ähnelt dem in seinem Selbstbildnis. Dies offenbart eine Eigenart des Künstlers: Ein einmal gewonnenes Motiv, das ihm oder dem Dargestellten zusagt, wiederholt sich in seinem Œuvre. Ein Vergleich mit der Photographie des Oberbürgermeisters zeigt auch hier Billottes Idealisierung. Einzig die Nase und Frisur sind nach der Natur gemalt, während die extrem eingefallenen Gesichtszüge des Porträtierten  vom Künstler „geliftet“ sind.